# Winter World University Games 2025/Teilnehmer (Frankreich)
| Gelbes Symbol für Goldmedaillen mit stilisierten Olympischen Ringen | Graues Symbol für Silbermedaillen mit stilisierten Olympischen Ringen | Braundes Symbol für Bronzemedaillen mit stilisierten Olympischen Ringen |
| ------------------------------------------------------------------- | --------------------------------------------------------------------- | ----------------------------------------------------------------------- |
| 18                                                                  | 8                                                                     | 14                                                                      |

Frankreich nahm mit 74 (44 Männer und 30 Frauen) an den Winter World University Games 2025 in Turin teil.

## Medaillen

### Medaillenspiegel
| Rang   | Sportart         | Gold | Silber | Bronze | Gesamt |
| ------ | ---------------- | ---- | ------ | ------ | ------ |
| 1      | Para Ski Alpin   | 4    | 2      | 2      | 8      |
| 2      | Skibergsteigen   | 4    | 1      | 1      | 6      |
| 3      | Snowboard        | 3    | 2      | 1      | 6      |
| 4      | Freestyle-Skiing | 3    | —      | 2      | 5      |
| 5      | Ski Alpin        | 2    | 1      | 5      | 8      |
| 6      | Biathlon         | 2    | —      | 1      | 3      |
| 7      | Skilanglauf      | —    | 1      | 1      | 2      |
| 8      | Eiskunstlauf     | —    | 1      | —      | 1      |
| 9      | Shorttrack       | —    | —      | 1      | 1      |
| Gesamt | Gesamt           | 11   | 4      | 6      | 21     |

### Medaillengewinner
| Name/n                                                          | Sportart         | Wettkampf                     |
| --------------------------------------------------------------- | ---------------- | ----------------------------- |
| Gold                                                            |                  |                               |
| Noémie Remonnay                                                 | Biathlon         | 12,5 km Einzel                |
| Nathanaël Peaquin                                               | Biathlon         | 15 km Massenstart             |
| Hugo Picouet                                                    | Freestyle-Skiing | Slopestyle                    |
| Victoire Tillier                                                | Freestyle-Skiing | Big Air                       |
| Victoire Tillier                                                | Freestyle-Skiing | Slopestyle                    |
| Aurelie Richard                                                 | Para Ski Alpin   | Super-G (Stehend)             |
| Aurelie Richard                                                 | Para Ski Alpin   | Riesenslalom (Stehend)        |
| Oscar Burnham                                                   | Para Ski Alpin   | Super-G (Stehend)             |
| Arthur Bauchet                                                  | Para Ski Alpin   | Riesenslalom (Stehend)        |
| Camille Poulat                                                  | Snowboard        | Snowboardcross                |
| Quentin Sodogas                                                 | Snowboard        | Snowboardcross                |
| Noé Petit                                                       | Snowboard        | Slopestyle                    |
| Emy Charbonnier                                                 | Ski Alpin        | Alpine Kombination            |
| Louison Accambray                                               | Ski Alpin        | Super-G                       |
| Margot Ravinel Pablo Giner                                      | Skibergsteigen   | Staffel                       |
| Rémi Cantan                                                     | Skibergsteigen   | Vertical Race                 |
| Margot Ravinel                                                  | Skibergsteigen   | Sprint                        |
| Margot Ravinel                                                  | Skibergsteigen   | Vertical Race                 |
| Silber                                                          |                  |                               |
| Arthur Bauchet                                                  | Para Ski Alpin   | Super-G (Stehend)             |
| Jules Segers                                                    | Para Ski Alpin   | Riesenslalom (Stehend)        |
| Margaux Herpin                                                  | Snowboard        | Snowboardcross                |
| Noé Petit                                                       | Snowboard        | Big Air                       |
| Jonas Skabar                                                    | Ski Alpin        | Alpine Kombination            |
| Noé Perron Lou Terreaux                                         | Eiskunstlauf     | Eistanz                       |
| Pablo Giner                                                     | Skibergsteigen   | Sprint                        |
| Félicie Chappaz Hugo Serot                                      | Skilanglauf      | Mixed-Teamsprint Freistil     |
| Bronze                                                          |                  |                               |
| Paul Fontaine                                                   | Biathlon         | 12,5 km Verfolgung            |
| Amélie Cancel                                                   | Freestyle-Skiing | Big Air                       |
| Amélie Cancel                                                   | Freestyle-Skiing | Slopestyle                    |
| Jules Segers                                                    | Para Ski Alpin   | Super-G (Stehend)             |
| Oscar Burnham                                                   | Para Ski Alpin   | Riesenslalom (Stehend)        |
| Aurélie Lévêque Cloé Ollivier Eva Grenouilloux Bérénice Comby   | Shorttrack       | 3000 m Staffel                |
| Louison Accambray                                               | Ski Alpin        | Alpine Kombination            |
| Emy Charbonnier                                                 | Ski Alpin        | Super-G                       |
| Jonas Skabar                                                    | Ski Alpin        | Super-G                       |
| Louison Accambray Paul Silvestre Marjolaine Ollier Jonas Skabar | Ski Alpin        | Mannschaft                    |
| Paul Silvestre                                                  | Ski Alpin        | Slalom                        |
| Félicie Chappaz Manon Favre Bonin Julie Marciniak France Pignot | Skilanglauf      | 4 × 7,5 km klassisch/Freistil |
| Liam Garandel                                                   | Snowboard        | Slopestyle                    |
| Eliott Robin-Saje                                               | Skibergsteigen   | Vertical Race                 |

## Teilnehmer nach Sportarten

### Biathlon
| Athleten                      | Wettbewerbe          | Zeit        | Fehler         | Rang   |
| ----------------------------- | -------------------- | ----------- | -------------- | ------ |
| Frauen                        |                      |             |                |        |
| Amélie Broutier               | 7,5 km Sprint        | 24:14,3 min | 4 (0+4)        | 8      |
| Amélie Broutier               | 10 km Verfolgung     | 41:09,5 min | 7 (2+0+2+3)    | 10     |
| Amélie Broutier               | 12,5 km Massenstart  | 43:01,3 min | 3 (0+1+0+2)    | 5      |
| Amélie Broutier               | 12,5 km Einzel       | 39:36,5 min | 4 (1+0+0+3)    | 5      |
| Noémie Remonnay               | 7,5 km Sprint        | 24:39,2 min | 6 (2+4)        | 11     |
| Noémie Remonnay               | 10 km Verfolgung     | 39:06,9 min | 5 (0+2+1+2)    | 5      |
| Noémie Remonnay               | 12,5 km Massenstart  | 42:28,9 min | 4 (0+1+1+2)    | 4      |
| Noémie Remonnay               | 12,5 km Einzel       | 37:37,1 min | 2 (0+1+1+0)    | Gold   |
| Lisa Siberchicot              | 7,5 km Sprint        | 24:43,9 min | 5 (2+3)        | 13     |
| Lisa Siberchicot              | 10 km Verfolgung     | 41:52,7 min | 7 (2+2+2+1)    | 14     |
| Lisa Siberchicot              | 12,5 km Massenstart  | 43:17,8 min | 5 (0+1+3+1)    | 6      |
| Lisa Siberchicot              | 12,5 km Einzel       | 39:49,1 min | 3 (0+0+2+1)    | 8      |
| Männer                        |                      |             |                |        |
| Adrien Baylac                 | 10 km Sprint         | 24:39,5 min | 3 (2+1)        | 14     |
| Adrien Baylac                 | 12,5 km Verfolgung   | 40:38,6 min | 3 (0+1+1+1)    | 12     |
| Adrien Baylac                 | 15 km Massenstart    | 44:36,7 min | 5 (0+0+2+3)    | 9      |
| Adrien Baylac                 | 15 km Einzel         | 42:27,4 min | 4 (1+1+0+2)    | 21     |
| Paul Fontaine                 | 10 km Sprint         | 24:04,3 min | 1 (0+1)        | 7      |
| Paul Fontaine                 | 12,5 km Verfolgung   | 38:22,2 min | 4 (0+1+1+2)    | Bronze |
| Paul Fontaine                 | 15 km Massenstart    | 44:49,9 min | 7 (0+2+3+2)    | 12     |
| Paul Fontaine                 | 15 km Einzel         | 41:38,5 min | 5 (2+1+1+1)    | 14     |
| Nathanaël Peaquin             | 10 km Sprint         | 23:56,6 min | 2 (0+2)        | 4      |
| Nathanaël Peaquin             | 12,5 km Verfolgung   | 38:57,5 min | 5 (0+1+3+1)    | 4      |
| Nathanaël Peaquin             | 15 km Massenstart    | 42:53,1 min | 3 (1+0+2+0)    | Gold   |
| Nathanaël Peaquin             | 15 km Einzel         | 43:02,0 min | 7 (1+3+0+3)    | 23     |
| Mixed                         |                      |             |                |        |
| Noémie Remonnay Paul Fontaine | Single-Mixed-Staffel | 41:35,2 min | 0+13 (0+5 0+8) | 6      |

### Eiskunstlauf
| Athleten                   | Wettbewerbe | Kurzprogramm/ Rhythmustanz | Kurzprogramm/ Rhythmustanz | Kür           | Kür           | Gesamt | Gesamt |
| Athleten                   | Wettbewerbe | Punkte                     | Rang                       | Punkte        | Rang          | Punkte | Rang   |
| -------------------------- | ----------- | -------------------------- | -------------------------- | ------------- | ------------- | ------ | ------ |
| Frauen                     |             |                            |                            |               |               |        |        |
| Clémence Mayindu-Matondo   | Einzel      | 35,05                      | 27                         | ausgeschieden | ausgeschieden | 35,05  | 27     |
| Männer                     |             |                            |                            |               |               |        |        |
| Xavier Vauclin             | Einzel      | 59,82                      | 20                         | 113,82        | 20            | 173,64 | 19     |
| Samy Hammi                 | Einzel      | 69,30                      | 10                         | 140,56        | 8             | 209,86 | 8      |
| Mixed                      |             |                            |                            |               |               |        |        |
| Noé Perron Lou Terreaux    | Eistanz     | 65,17                      | 3                          | 103,43        | 2             | 168,60 | Silber |
| Amédeo Bonetto Eva Bernard | Eistanz     | 51,55                      | 10                         | 84,19         | 8             | 135,74 | 8      |

### Freestyle-Skiing
| Athleten         | Wettbewerbe | Qualifikation | Qualifikation | Finale        | Finale        | Rang   |
| Athleten         | Wettbewerbe | Punkte        | Rang          | Punkte        | Rang          | Rang   |
| ---------------- | ----------- | ------------- | ------------- | ------------- | ------------- | ------ |
| Frauen           |             |               |               |               |               |        |
| Victoire Tillier | Big Air     | 78,25         | 1             | 91,00         | 1             | Gold   |
| Victoire Tillier | Slopestyle  | 81,25         | 4             | 84,75         | 1             | Gold   |
| Amélie Cancel    | Big Air     | 68,75         | 5             | 84,74         | 3             | Bronze |
| Amélie Cancel    | Slopestyle  | 93,50         | 1             | 81,50         | 3             | Bronze |
| Männer           |             |               |               |               |               |        |
| Pablo Guichon    | Big Air     | 83,75         | 4             | 78,75         | 6             | 6      |
| Pablo Guichon    | Slopestyle  | 73,75         | 5             | 73,00         | 6             | 6      |
| Jeremy Boiston   | Big Air     | 69,50         | 9             | 69,25         | 8             | 8      |
| Jeremy Boiston   | Slopestyle  | 59,75         | 10            | 78,50         | 4             | 4      |
| Hugo Picouet     | Big Air     | DNS           | DNS           | DNS           | DNS           | DNS    |
| Hugo Picouet     | Slopestyle  | 86,50         | 2             | 92,25         | 1             | Gold   |
| Jonathan Boyer   | Big Air     | 91,25         | 1             | 41,00         | 10            | 10     |
| Jonathan Boyer   | Slopestyle  | 19,50         | 14            | ausgeschieden | ausgeschieden | 14     |

| Athleten         | Wettbewerbe | Qualifikation | Qualifikation | Finale  | Finale  | Finale        | Finale        | Rang |
| Athleten         | Wettbewerbe | Qualifikation | Qualifikation | Runde 1 | Runde 1 | Runde 2       | Runde 2       | Rang |
| Athleten         | Wettbewerbe | Punkte        | Rang          | Punkte  | Rang    | Punkte        | Rang          | Rang |
| ---------------- | ----------- | ------------- | ------------- | ------- | ------- | ------------- | ------------- | ---- |
| Frauen           |             |               |               |         |         |               |               |      |
| Fantine Degroote | Moguls      | 66,75         | 6             | 65,18   | 12      | ausgeschieden | ausgeschieden | 12   |
| Marie Duaux      | Moguls      | 66,95         | 5             | 70,27   | 6       | 69,20         | 6             | 6    |
| Männer           |             |               |               |         |         |               |               |      |
| Antoine Tene     | Moguls      | 73,29         | 5             | 70,27   | 10      | ausgeschieden | ausgeschieden | 10   |

| Athleten         | Wettbewerbe | Vorlauf | Vorlauf  | Gruppenphase | Gruppenphase | Halbfinale    | Halbfinale    | Finale        | Finale        | Rang |
| Athleten         | Wettbewerbe | Gegner  | Ergebnis | Punkte       | Rang         | Gegner        | Ergebnis      | Gegner        | Ergebnis      | Rang |
| ---------------- | ----------- | ------- | -------- | ------------ | ------------ | ------------- | ------------- | ------------- | ------------- | ---- |
| Frauen           |             |         |          |              |              |               |               |               |               |      |
| Fantine Degroote | Dual Moguls | —       | —        | 2            | 4            | ausgeschieden | ausgeschieden | ausgeschieden | ausgeschieden | 15   |
| Marie Duaux      | Dual Moguls | —       | —        | 8            | 2            | ausgeschieden | ausgeschieden | ausgeschieden | ausgeschieden | =5   |
| Männer           |             |         |          |              |              |               |               |               |               |      |
| Antoine Tene     | Dual Moguls | Freilos | Freilos  | 11           | 3            | ausgeschieden | ausgeschieden | ausgeschieden | ausgeschieden | 9    |

### Para Ski Alpin
| Athleten        | Wettbewerbe            | 1. Lauf     | 1. Lauf | 2. Lauf     | 2. Lauf | Gesamt      | Gesamt |
| Athleten        | Wettbewerbe            | Zeit        | Rang    | Zeit        | Rang    | Zeit        | Rang   |
| --------------- | ---------------------- | ----------- | ------- | ----------- | ------- | ----------- | ------ |
| Frauen          |                        |             |         |             |         |             |        |
| Aurelie Richard | Super-G (Stehend)      | —           | —       | —           | —       | 1:10,67 min | Gold   |
| Aurelie Richard | Riesenslalom (Stehend) | 1:12,32 min | 1       | 1:11,52 min | 1       | 2:23,84 min | Gold   |
| Männer          |                        |             |         |             |         |             |        |
| Arthur Bauchet  | Super-G (Stehend)      | —           | —       | —           | —       | 1:02,43 min | Silber |
| Arthur Bauchet  | Riesenslalom (Stehend) | 1:02,25 min | 1       | 1:00,53 min | 1       | 2:02,78 min | Gold   |
| Jules Segers    | Super-G (Stehend)      | —           | —       | —           | —       | 1:05,03 min | Bronze |
| Jules Segers    | Riesenslalom (Stehend) | 1:04,87 min | 2       | 1:04,74 min | 2       | 2:09,61 min | Silber |
| Oscar Burnham   | Super-G (Stehend)      | —           | —       | —           | —       | 1:02,27 min | Gold   |
| Oscar Burnham   | Riesenslalom (Stehend) | 1:05,43 min | 3       | 1:05,53 min | 3       | 2:10,96 min | Bronze |

### Shorttrack
| Athleten | Wettbewerbe    | Qualifikation | Qualifikation | Vorlauf       | Vorlauf       | Viertelfinale | Viertelfinale | Halbfinale    | Halbfinale    | Finale                 | Finale        | Rang   |
| Athleten | Wettbewerbe    | Zeit          | Rang          | Zeit          | Rang          | Zeit          | Rang          | Zeit          | Rang          | Zeit                   | Rang          | Rang   |
| --- | -------------- | ------------- | ------------- | ------------- | ------------- | ------------- | ------------- | ------------- | ------------- | ---------------------- | ------------- | ------ |
| Frauen |                |               |               |               |               |               |               |               |               |                        |               |        |
| Bérénice Comby | 500 m          | —             | —             | 44,503 s      | 2             | NT            | 5             | ausgeschieden | ausgeschieden | ausgeschieden          | ausgeschieden | 17     |
| Bérénice Comby | 1000 m         | —             | —             | 1:34,148 min  | 2             | 1:37,416 min  | 5             | ausgeschieden | ausgeschieden | ausgeschieden          | ausgeschieden | 17     |
| Eva Grenouilloux | 500 m          | —             | —             | 45,968 s      | 2             | 45,845 s      | 4             | ausgeschieden | ausgeschieden | ausgeschieden          | ausgeschieden | 15     |
| Eva Grenouilloux | 1500 m         | —             | —             | —             | —             | 2:31,826 min  | 5             | ausgeschieden | ausgeschieden | ausgeschieden          | ausgeschieden | 24     |
| Cloé Ollivier | 1000 m         | —             | —             | 1:35,017 min  | 2             | 1:34,227 min  | 2             | 1:32,229 min  | 3             | B-Finale: 1:34,75 min  | 1             | 6      |
| Cloé Ollivier | 1500 m         | —             | —             | —             | —             | 2:37,936 min  | 1             | 2:37,446 min  | 2             | 2:39,383 min           | 5             | 5      |
| Aurélie Lévêque | 500 m          | —             | —             | 44,945 s      | 2             | 44,465 s      | 2             | 44,791 s      | 2             | 45,027 s               | 4             | 4      |
| Aurélie Lévêque | 1000 m         | —             | —             | 1:35,582 min  | 2             | PEN           | PEN           | ausgeschieden | ausgeschieden | ausgeschieden          | ausgeschieden | 20     |
| Aurélie Lévêque | 1500 m         | —             | —             | —             | —             | 2:40,862 min  | 2             | 2:37,648 min  | 4             | B-Finale: 2:33,952 min | 2             | 9      |
| Aurélie Lévêque Cloé Ollivier Eva Grenouilloux Bérénice Comby | 3000 m Staffel | —             | —             | —             | —             | —             | —             | 4:20,340 min  | 2             | 4:19,184 min           | 3             | Bronze |
| Männer |                |               |               |               |               |               |               |               |               |                        |               |        |
| Etienne Bastier | 500 m          | 42,710 s      | 3             | 43,454 s      | 5             | ausgeschieden | ausgeschieden | ausgeschieden | ausgeschieden | ausgeschieden          | ausgeschieden | 24     |
| Etienne Bastier | 1000 m         | 1:29,182 min  | 2             | 1:28,459 min  | 3             | 1:27,858 min  | 2             | ausgeschieden | ausgeschieden | ausgeschieden          | ausgeschieden | 5      |
| Etienne Bastier | 1500 m         | —             | —             | —             | —             | 2:25,063 min  | 3             | 2:22,992 min  | 4             | B-Finale: 2:29,613 min | 3             | 10     |
| Simon Bastier | 1000 m         | 1:31,636 min  | 3             | 1:32,661 min  | 4             | ausgeschieden | ausgeschieden | ausgeschieden | ausgeschieden | ausgeschieden          | ausgeschieden | 23     |
| Simon Bastier | 1500 m         | —             | —             | —             | —             | 3:06,137      | 6             | ausgeschieden | ausgeschieden | ausgeschieden          | ausgeschieden | 41     |
| Franck Tekam | 500 m          | 42,851 s      | 3             | 43,122 s      | 4             | DNS           | DNS           | DNS           | DNS           | DNS                    | DNS           | DNS    |
| Franck Tekam | 1000 m         | 1:34,394 min  | 4             | ausgeschieden | ausgeschieden | ausgeschieden | ausgeschieden | ausgeschieden | ausgeschieden | ausgeschieden          | ausgeschieden | 37     |
| Tawan Thomas | 500 m          | 42,865 s      | 3             | PEN           | PEN           | ausgeschieden | ausgeschieden | ausgeschieden | ausgeschieden | ausgeschieden          | ausgeschieden | 28     |
| Tawan Thomas | 1500 m         | —             | —             | —             | —             | 2:23,320 min  | 4             | ausgeschieden | ausgeschieden | ausgeschieden          | ausgeschieden | 24     |
| Etienne Bastier Tawan Thomas Simon Bastier Franck Tekam | 3000 m Staffel | —             | —             | —             | —             | —             | —             | 7:23,924 min  | 2             | PEN                    | PEN           | 7      |
| Mixed |                |               |               |               |               |               |               |               |               |                        |               |        |
| Cloé Ollivier Etienne Bastier Simon Bastier (Halbfinale, Finale) Bérénice Comby (Viertelfinale, Finale) Aurélie Lévêque (Halbfinale) Tawan Thomas (Viertelfinale) | 2000 m Staffel | —x            | —x            | —x            | —x            | 2:47,842 min  | 3             | 2:45,212 min  | 3             | B-Finale: 2:47,444 min | 3             | 7      |

### Ski Alpin
| Athleten          | Wettbewerbe        | 1. Lauf     | 1. Lauf | 2. Lauf     | 2. Lauf | Gesamt      | Gesamt |
| Athleten          | Wettbewerbe        | Zeit        | Rang    | Zeit        | Rang    | Zeit        | Rang   |
| ----------------- | ------------------ | ----------- | ------- | ----------- | ------- | ----------- | ------ |
| Frauen            |                    |             |         |             |         |             |        |
| Marjolaine Ollier | Super-G            | —           | —       | —           | —       | 1:01,59 min | 4      |
| Marjolaine Ollier | Riesenslalom       | 1:04,40 min | 5       | 1:04,21 min | 9       | 2:08,61 min | 7      |
| Marjolaine Ollier | Slalom             | 39,89 s     | 4       | 39,67 s     | 19      | 1:19,56 min | 6      |
| Marjolaine Ollier | Alpine Kombination | 1:01,80 min | 5       | 51,76 s     | 7       | 1:53,56 min | 4      |
| Cloé Merloz       | Super-G            | —           | —       | —           | —       | 1:02,74 min | 9      |
| Cloé Merloz       | Riesenslalom       | 1:04,82 min | 8       | 1:05,01 min | 18      | 2:09,83 min | 10     |
| Cloé Merloz       | Slalom             | DNF         | DNF     | DNF         | DNF     | DNF         | DNF    |
| Cloé Merloz       | Alpine Kombination | 1:02,69 min | 9       | 52,61 s     | 9       | 1:55,30 min | 11     |
| Emy Charbonnier   | Super-G            | —           | —       | —           | —       | 1:01,15 min | Bronze |
| Emy Charbonnier   | Riesenslalom       | 1:04,66 min | 7       | 1:03,31 min | 3       | 2:07,97 min | 5      |
| Emy Charbonnier   | Slalom             | 40,95 s     | 19      | 39,26 s     | 7       | 1:20,21 min | 15     |
| Emy Charbonnier   | Alpine Kombination | 59,72 s     | 1       | 51,49 s     | 3       | 1:51,21 min | Gold   |
| Louison Accambray | Super-G            | —           | —       | —           | —       | 1:00,88 min | Gold   |
| Louison Accambray | Riesenslalom       | 1:04,15 min | 3       | 1:03,55 min | 4       | 2:07,70 min | 4      |
| Louison Accambray | Slalom             | 40,38 s     | 9       | DNF         | DNF     | DNF         | DNF    |
| Louison Accambray | Alpine Kombination | 1:00,28 min | 3       | 51,71 s     | 6       | 1:51,99 min | Bronze |
| Männer            |                    |             |         |             |         |             |        |
| Thomas Lardon     | Super-G            | —           | —       | —           | —       | DNS         | DNS    |
| Thomas Lardon     | Riesenslalom       | 1:00,88 min | 2       | 1:03,62 min | 21      | 2:04,50 min | 5      |
| Thomas Lardon     | Alpine Kombination | 59,52 s     | 16      | 42,12 s     | 14      | 1:41,64 min | 10     |
| Clément Talayrach | Super-G            | —           | —       | —           | —       | 58,71 s     | 10     |
| Clément Talayrach | Riesenslalom       | 1:02,65 min | 23      | 1:03,60 min | 20      | 2:06,25 min | 21     |
| Clément Talayrach | Slalom             | 41,97 s     | 16      | 40,13 s     | 8       | 1:22,10 min | 15     |
| Clément Talayrach | Alpine Kombination | DNF         | DNF     | DNF         | DNF     | DNF         | DNF    |
| Jules Llorach     | Super-G            | —           | —       | —           | —       | 59,61 s     | 20     |
| Jules Llorach     | Slalom             | 41,33 s     | 12      | 40,76 s     | 19      | 1:22,09 min | 14     |
| Jules Llorach     | Alpine Kombination | 1:00,41 min | 25      | 41,84 s     | 9       | 1:42,25 min | 21     |
| Jonas Skabar      | Super-G            | —           | —       | —           | —       | 57,93 s     | Bronze |
| Jonas Skabar      | Riesenslalom       | 1:02,20 min | 17      | 1:03,44 min | 15      | 2:05,64 min | 17     |
| Jonas Skabar      | Slalom             | DNF         | DNF     | DNF         | DNF     | DNF         | DNF    |
| Jonas Skabar      | Alpine Kombination | 59,31 s     | 11      | 40,74 s     | 1       | 1:40,05 min | Silber |
| Max Paget         | Riesenslalom       | 1:02,44 min | 19      | 1:03,95 min | 27      | 2:06,39 min | 23     |
| Max Paget         | Slalom             | 42,07 s     | 19      | 41,27 s     | 25      | 1:23,34 min | 23     |
| Ulysse Cretin     | Riesenslalom       | 1:01,65 min | 7       | 1:03,83 min | 23      | 2:05,48 min | 16     |
| Paul Silvestre    | Riesenslalom       | 1:01,86 min | 13      | 1:03,16 min | 10      | 2:05,02 min | 10     |
| Paul Silvestre    | Slalom             | 40,37 s     | 5       | 40,21 s     | 10      | 1:20,58 min | Bronze |

| Athleten                                                        | Wettbewerbe | Achtelfinale | Achtelfinale | Viertelfinale | Viertelfinale | Halbfinale | Halbfinale | Finale/Duell um Bronze | Finale/Duell um Bronze | Rang   |
| Athleten                                                        | Wettbewerbe | Gegner       | Punkte       | Gegner        | Punkte        | Gegner     | Punkte     | Gegner                 | Punkte                 | Rang   |
| --------------------------------------------------------------- | ----------- | ------------ | ------------ | ------------- | ------------- | ---------- | ---------- | ---------------------- | ---------------------- | ------ |
| Mixed                                                           |             |              |              |               |               |            |            |                        |                        |        |
| Louison Accambray Paul Silvestre Marjolaine Ollier Jonas Skabar | Mannschaft  | Slowenien    | 4:0          | Polen         | 3:1           | Schweiz    | 2:2        | Duell um Bronze: Japan | 2:2                    | Bronze |

### Skibergsteigen
| Athleten                   | Wettbewerbe   | Qualifikation | Qualifikation | Vorlauf     | Vorlauf | Halbfinale    | Halbfinale    | Finale        | Finale        | Rang   |
| Athleten                   | Wettbewerbe   | Zeit          | Rang          | Zeit        | Rang    | Zeit          | Rang          | Zeit          | Rang          | Rang   |
| -------------------------- | ------------- | ------------- | ------------- | ----------- | ------- | ------------- | ------------- | ------------- | ------------- | ------ |
| Frauen                     |               |               |               |             |         |               |               |               |               |        |
| Louna Dupont               | Sprint        | 5:35,68 min   | 4             | 5:12,36 min | 1       | 5:11,64 min   | 2             | 5:07,80 min   | 4             | 4      |
| Louna Dupont               | Vertical Race | —             | —             | —           | —       | —             | —             | 17:54,9 min   | 9             | 9      |
| Margot Ravinel             | Sprint        | 5:29,87 min   | 2             | 5:00,32 min | 1       | 5:02,45 min   | 1             | 4:45,80 min   | 1             | Gold   |
| Margot Ravinel             | Vertical Race | —             | —             | —           | —       | —             | —             | 16:01,5 min   | 1             | Gold   |
| Loanne Roussillon          | Sprint        | 6:01,51 min   | 10            | 5:15,98 min | 2       | 5:18,85 min   | 3             | 5:18,13 min   | 5             | 5      |
| Loanne Roussillon          | Vertical Race | —             | —             | —           | —       | —             | —             | 16:33,6 min   | 4             | 4      |
| Louise Trincaz             | Sprint        | DNS           | DNS           | DNS         | DNS     | DNS           | DNS           | DNS           | DNS           | DNS    |
| Louise Trincaz             | Vertical Race | —             | —             | —           | —       | —             | —             | DNS           | DNS           | DNS    |
| Männer                     |               |               |               |             |         |               |               |               |               |        |
| Rémi Cantan                | Vertical Race | —             | —             | —           | —       | —             | —             | 13:22,5 min   | 1             | Gold   |
| Bazil Ducouret             | Sprint        | 4:41,16 min   | 18            | 4:19,40 min | 1       | 4:08,20 min   | 1             | 4:21,27 min   | 5             | 5      |
| Bazil Ducouret             | Vertical Race | —             | —             | —           | —       | —             | —             | DNS           | DNS           | DNS    |
| Robin Galindo-Pillaud      | Sprint        | 4:40,16 min   | 14            | 4:03,64 min | 3       | ausgeschieden | ausgeschieden | ausgeschieden | ausgeschieden | 12     |
| Robin Galindo-Pillaud      | Vertical Race | —             | —             | —           | —       | —             | —             | DNS           | DNS           | DNS    |
| Pablo Giner                | Sprint        | 4:41,31 min   | 19            | 4:02,70 min | 1       | 4:09,22 min   | 2             | 4:00,70 min   | 2             | Silber |
| Pablo Giner                | Vertical Race | —             | —             | —           | —       | —             | —             | DNS           | DNS           | DNS    |
| Jules Raybaud              | Sprint        | 4:40,83 min   | 17            | 4:11,36 min | 1       | 4:24,34 min   | 4             | ausgeschieden | ausgeschieden | 7      |
| Jules Raybaud              | Vertical Race | —             | —             | —           | —       | —             | —             | 14:12,6 min   | 5             | 5      |
| Eliott Robin-Saje          | Vertical Race | —             | —             | —           | —       | —             | —             | 13:42,6 min   | 3             | Bronze |
| Mixed                      |               |               |               |             |         |               |               |               |               |        |
| Louna Dupont Jules Raybaud | Staffel       | —             | —             | —           | —       | DNS           | DNS           | DNS           | DNS           | DNS    |
| Margot Ravinel Pablo Giner | Staffel       | —             | —             | —           | —       | 26:42,30 min  | 9             | 42:45,86 min  | 1             | Gold   |

### Skilanglauf
| Athleten                                                        | Wettbewerbe                   | Zeit        | Rang   |
| --------------------------------------------------------------- | ----------------------------- | ----------- | ------ |
| Frauen                                                          |                               |             |        |
| Félicie Chappaz                                                 | 10 km Freistil                | 28:39,4 min | 7      |
| Félicie Chappaz                                                 | 20 km Massenstart klassisch   | DNS         | DNS    |
| Manon Favre Bonin                                               | 10 km Freistil                | 30:34,5 min | 29     |
| Julie Marciniak                                                 | 10 km Freistil                | 28:32,5 min | 5      |
| Julie Marciniak                                                 | 20 km Massenstart klassisch   | 1:08:25,3 h | 11     |
| France Pignot                                                   | 10 km Freistil                | 28:24,6 min | 4      |
| France Pignot                                                   | 20 km Massenstart klassisch   | 1:11:45,9 h | 14     |
| Félicie Chappaz Manon Favre Bonin Julie Marciniak France Pignot | 4 × 7,5 km klassisch/Freistil | 1:22:03,5 h | Bronze |
| Männer                                                          |                               |             |        |
| Félix Caillot                                                   | 10 km Freistil                | 24:45,1 min | 5      |
| Félix Caillot                                                   | 20 km Massenstart klassisch   | 59:43,1 min | 21     |
| Aubin Gaulier                                                   | 10 km Freistil                | DNF         | DNF    |
| Hugo Serot                                                      | 20 km Massenstart klassisch   | DNF         | DNF    |
| Antoine Lanne                                                   | 10 km Freistil                | 25:37,9 min | 31     |
| Antoine Lanne                                                   | 20 km Massenstart klassisch   | DNF         | DNF    |
| Ugo Zanellato                                                   | 10 km Freistil                | 24:58,9 min | 9      |
| Ugo Zanellato                                                   | 20 km Massenstart klassisch   | 59:11,0 min | 17     |
| Hugo Serot Antoine Lanne Ugo Zanellato Félix Caillot            | 4 × 7,5 km klassisch/Freistil | 1:10:52,6 h | 6      |

| Athleten                      | Wettbewerbe         | Qualifikation | Qualifikation | Viertelfinale | Viertelfinale | Halbfinale    | Halbfinale    | Finale        | Finale        | Rang   |
| Athleten                      | Wettbewerbe         | Zeit          | Rang          | Zeit          | Rang          | Zeit          | Rang          | Zeit          | Rang          | Rang   |
| ----------------------------- | ------------------- | ------------- | ------------- | ------------- | ------------- | ------------- | ------------- | ------------- | ------------- | ------ |
| Frauen                        |                     |               |               |               |               |               |               |               |               |        |
| Félicie Chappaz               | Sprint klassisch    | 3:45,37 min   | 22            | 3:30,53 min   | 4             | 3:33,54 min   | 2             | 3:39,23 min   | 4             | 4      |
| Manon Favre Bonin             | Sprint klassisch    | 3:43,81 min   | 21            | 3:38,51 min   | 5             | ausgeschieden | ausgeschieden | ausgeschieden | ausgeschieden | 22     |
| Julie Marciniak               | Sprint klassisch    | 3:43,04 min   | 20            | 3:36,51 min   | 4             | ausgeschieden | ausgeschieden | ausgeschieden | ausgeschieden | 20     |
| France Pignot                 | Sprint klassisch    | 3:54,80 min   | 31            | ausgeschieden | ausgeschieden | ausgeschieden | ausgeschieden | ausgeschieden | ausgeschieden | 31     |
| Männer                        |                     |               |               |               |               |               |               |               |               |        |
| Félix Caillot                 | Sprint klassisch    | 3:19,54 min   | 60            | ausgeschieden | ausgeschieden | ausgeschieden | ausgeschieden | ausgeschieden | ausgeschieden | 56     |
| Antoine Lanne                 | Sprint klassisch    | 3:15,00 min   | 44            | ausgeschieden | ausgeschieden | ausgeschieden | ausgeschieden | ausgeschieden | ausgeschieden | 41     |
| Hugo Serot                    | Sprint klassisch    | 3:09,87 min   | 23            | 3:05,67 min   | 3             | ausgeschieden | ausgeschieden | ausgeschieden | ausgeschieden | 15     |
| Ugo Zanellato                 | Sprint klassisch    | 3:11,36 min   | 28            | 3:06,77 min   | 4             | ausgeschieden | ausgeschieden | ausgeschieden | ausgeschieden | 23     |
| Mixed                         |                     |               |               |               |               |               |               |               |               |        |
| Julie Marciniak Ugo Zanellato | Teamsprint Freistil | 7:06,63 min   | 3             | —             | —             | —             | —             | 22:55,57 min  | 6             | 6      |
| Félicie Chappaz Hugo Serot    | Teamsprint Freistil | 7:11,29 min   | 8             | —             | —             | —             | —             | 22:49,36 min  | 2             | Silber |

### Snowboard
| Athleten       | Wettbewerbe | Qualifikation | Qualifikation | Finale        | Finale        | Rang   |
| Athleten       | Wettbewerbe | Punkte        | Rang          | Punkte        | Rang          | Rang   |
| -------------- | ----------- | ------------- | ------------- | ------------- | ------------- | ------ |
| Männer         |             |               |               |               |               |        |
| Noé Petit      | Big Air     | 85,50         | 6             | 95,25         | 2             | Silber |
| Noé Petit      | Slopestyle  | 77,00         | 7             | 91,25         | 1             | Gold   |
| Liam Garandel  | Big Air     | 80,50         | 8             | DNS           | DNS           | 12     |
| Liam Garandel  | Slopestyle  | 86,00         | 2             | 84,75         | 3             | Bronze |
| Mathis Authier | Big Air     | 66,25         | 12            | 79,50         | 7             | 7      |
| Mathis Authier | Slopestyle  | 43,00         | 15            | ausgeschieden | ausgeschieden | 15     |

| Athleten         | Wettbewerbe    | Platzierungsrunde | Platzierungsrunde | Vorläufe | Vorläufe | Halbfinale | Finale            | Rang   |
| Athleten         | Wettbewerbe    | Zeit              | Rang              | Punkte   | Rang     | Rang       | Rang              | Rang   |
| ---------------- | -------------- | ----------------- | ----------------- | -------- | -------- | ---------- | ----------------- | ------ |
| Frauen           |                |                   |                   |          |          |            |                   |        |
| Margaux Herpin   | Snowboardcross | 33,72 s           | 1                 | 20       | 1        | 1          | 2                 | Silber |
| Camille Poulat   | Snowboardcross | 34,04 s           | 3                 | 19       | 2        | 3          | 1                 | Gold   |
| Zoé Colombier    | Snowboardcross | 33,74 s           | 2                 | 18       | 3        | 1          | DNF               | 4      |
| Männer           |                |                   |                   |          |          |            |                   |        |
| Titouan Cottret  | Snowboardcross | 31,88 s           | 6                 | 17       | 3        | 3          | Kleines Finale: 2 | 6      |
| Guillaume Herpin | Snowboardcross | 31,02 s           | 1                 | 20       | 1        | 2          | DNF               | 4      |
| Quentin Sodogas  | Snowboardcross | 31,11 s           | 2                 | 17       | 2        | 1          | 1                 | Gold   |